# Roscoe (Teksas)
Roscoe – miasto w Stanach Zjednoczonych, w stanie Teksas, w hrabstwie Nolan.